# کشیم جقه‌سفید
کشیم جقه‌سفید یا کشیم رولاند (نام علمی: Rollandia rolland) نام یک گونه از تیره کشیم است.